# Aethalopteryx diksami
Aethalopteryx diksami is een vlinder uit de familie houtboorders (Cossidae). De wetenschappelijke naam van deze soort werd voor het eerst geldig gepubliceerd in 2010 door Yakovlev & Saldaitis.
De soort komt voor in tropisch Afrika.